# Viola amurica
Viola amurica W.Becker – gatunek roślin z rodziny fiołkowatych (Violaceae). Występuje endemicznie we wschodniej Rosji – w Jakucji, obwodzie amurskim oraz Kraju Nadmorskim. 

## Morfologia
PokrójBylina dorastająca do 5–20 cm wysokości, tworząca kłącza.
LiścieBlaszka liściowa ma kształt od okrągławego do sercowatego. Mierzy 1–7 cm długości oraz 1–3 cm szerokości, jest karbowana na brzegu, ma sercowatą nasadę i wierzchołek od tępego do niemal spiczastego. Przylistki są owalne i osiągają 10 mm długości. Ogonek liściowy jest nagi.
KwiatyPojedyncze, wyrastające z kątów pędów. Mają działki kielicha o lancetowatym kształcie. Płatki są podługowato odwrotnie jajowate, mają białą lub żółtą barwę oraz 7–9 mm długości, płatek przedni jest z purpurowymi żyłkami, wyposażony w obłą ostrogę.
OwoceTorebki o podługowatym kształcie.

## Biologia i ekologia
Rośnie na łąkach i brzegach cieków wodnych. 